# Mörkröd amarant
Mörkröd amarant (Lagonosticta rubricata) är en fågel i familjen astrilder inom ordningen tättingar.

## Utseende och läte
Mörkröd amarant är en liten brun och rödaktig astrild med blågrå näbb och svart under stjärten. Utseendet varierar geografiskt men har i många områden mestadels grått huvud. Den dämpade sången består av en blandning av mörkare drillar och mycket ljusare gnällande och visslande ljud. Arten liknar både rödnäbbad amarant och rosenamarant, men urskiljs genom svarta undre stjärttäckare. De bestånd som saknar grått huvud är mycket lika karmosinamaranten, men är mörkare och inte lika skära.

## Utbredning och systematik
Fågeln förekommer i stora delar av Afrika söder om Sahara och delas in vanligen in i fem underarter med följande utbredning:
- Lagonosticta rubricata polionota – Guinea till Nigeria
- Lagonosticta rubricata congica – Kamerun söderut till norra Angola och österut till Sydsudan, nordöstra Demokratiska republiken Kongo och västra Uganda
- Lagonosticta rubricata haematocephala – östra Sydsudan, Eritrea och Etiopien söderut genom Uganda och Kenya till Zambia, östra Zimbabwe, Malawi och centrala Moçambique
- Lagonosticta rubricata rubricata – Sydafrika, Swaziland och Moçambique söder om floden Save
- Lagonosticta rubricata landanae – Cabinda och nedre Kongofloden till nordvästra Angola och södra Demokratiska republiken Kongo

Underarten landanae urskildes tidigare som en egen art, landanaamarant.

## Status
Arten har ett stort utbredningsområde och beståndet anses vara stabilt. Internationella naturvårdsunionen IUCN listar den därför som livskraftig (LC).

## Levnadssätt
Mörkröd amarant hittas i skogsbryn, jordbruksbygd, tätvuxet skogslandskap och buskmarker. Den ses vanligen i par eller smågrupper.